# Berneval-le-Grand
Berneval-le-Grand foi uma comuna francesa na região administrativa da Normandia, no departamento de Sena Marítimo. Estendia-se por uma área de 5,58 km². Em 2010 a comuna tinha 1 327 habitantes (densidade: 237,8 hab./km²).
Em 1 de janeiro de 2019, passou a formar parte da nova comuna de Petit-Caux.